# 阿貢鑼
阿貢鑼又稱為阿貢，為盛行於亞洲菲律賓地區的傳統民俗樂器，樣式類似打擊樂器的鑼，特徵是兩邊框很高。阿貢鑼使用棒子敲打，也常與班底爾大鑼、甘頂甘鑼和園柱形的達馬甘鼓搭配演出，形成了強烈的音色對比。